# Круголець

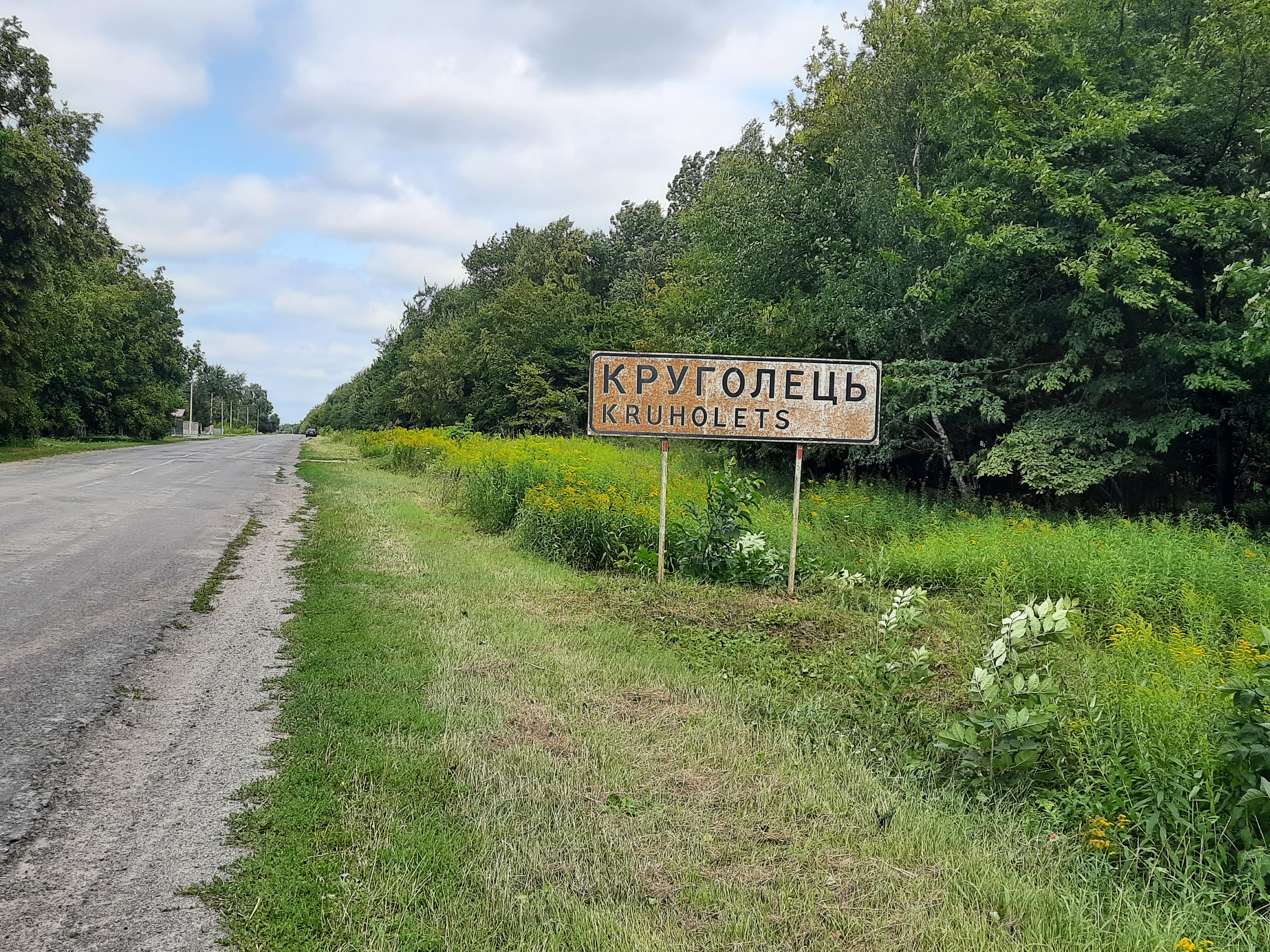
Дорожній знак при в'їзді в село Круголець

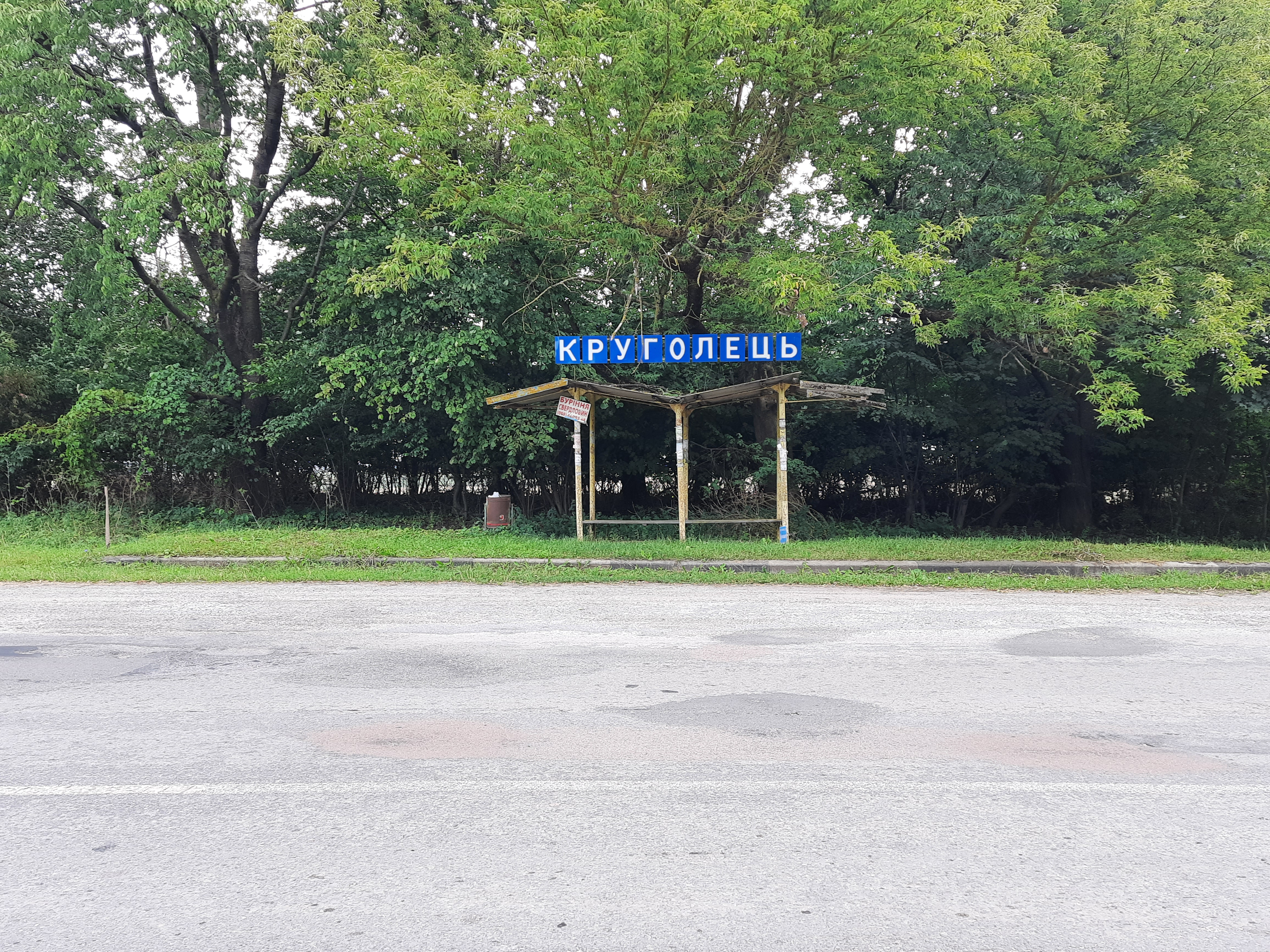
Автобусна зупинка

Кру́голець — село в Україні, у Шумській міській громаді Кременецького району Тернопільської області. Розташоване на річці Вілія на сході району.
Населення — 285 осіб (2016).

## Історія
Місцевість навколо села була заселена ще за часів пізнього палеоліту, доказами чого є численні археологічні пам'ятки цього періоду. У північній частині села Круголець, на правому березі річки Вілія, знайдені пам’ятки тишнецько-комарівської культури ( доба бронзи ). На території села  знайдено скарби римських монет.  
Назва села  Круголець походить від типу заселення: будували будівлі навкруги (кругом) пагорба, щоб добре бачити сусідів у разі допомоги. Друга версія говорить про те, що люди, які проживали на околиці Шумська, були  переважно  круглолиці. На околиці  і утворилося село Круголець.
У період Русі-України територія села Круголець була частиною Шумська. У 1241 році Шумськ був пограбований ханом Батиєм. У 1259 році під Шумськом стояв грізний татарський ватажок Бурундай. У цьому ж році в Шумську проходили переговори князя Василька Романовича з татарським темником Бурундаєм. Територію села не могли  обминути монгольські вторгнення (армія Бурундая повинна була розміщуватись і забезпечуватись продовольчими товарами  саме в околицях Шумська).
У XIII ст. через напади татар і міжусобні війни Русь була ослаблена. Це використали сусідні держави,  і в 1349 році Польща захопила Галичину, а Литва – Волинь, у її складі і Шумськ. На цей час Шумськ постав як один із торгових центрів Волині. Свідчать відомості в Галицько-Волинському літописі про наявність мостів і торгових шляхів, що йшли на Київ та в Європу через шумські землі.
З 1513 року Шумськ (ймовірно і Круголець – як частина, що поєднана з містечком) в числі ряду поселень переходить у власність роду Боговитиновичів. Іван Богушович Боговитин посприяв розвитку дещо занепалого Шумська. Його син, Степан Шумський, 1583 року, платив з села Круголець за 3 дими і 5 городників. Також село згадується в тестаменті Бенедикта Боговитина 1576 р. У 1603 році за вироком трибуналу (Люблінського) сестри з’їхались до Шумська й поділили родові володіння. Маруша Малинська взяла містечко Шумськ із селом Круголець. Настасія Вільгорська, Катерина Шашкевичеві – інші частини спадку. Після смерті Маруші належну її частину успадкував єдиний син Данило Єло-Малинський.
У 1629 році, на основі сплати подимного податку, констатується належність Кругольця до Шумської волості Данила Єло-Малинського. В селі нараховували 15 димів: рільних і загородників – 9, а челяді та убозтва – 6.
У 1752 році брати Малинські  продають Шумськ литовському князю Михайлу Радзивіллу. У 1806 році Радзивілли продають Шумськ Ромуальду Бистрому, який не довго володів ним. У 1817 році за борги Бистрого, Шумськ з навколишніми землями, тобто і Круголець, продається кільком особам. З 1832 року містечком стала володіти графиня Блудова, яка експлуатувала селян, примушуючи їх цілий тиждень працювати на себе, залишаючи вільними недільні та святкові дні. Поміщиця володіла сотнями гектарів землі й лісу – від Малинева до Кордишева, використовуючи при цьому дешеву робочу силу селян, ремісників та інших категорій населення.
З початком польсько-радянської війни території були окуповані поляками. Населення зі зброєю в руках виступило проти окупантів, розгорнуло партизанську боротьбу. У жовтні повстання охопило весь Кременецький повіт. Саме у  цих роках землі села були власністю пана Ванека, який придбав їх у пана Іващенка.
На 1936 рік село входило до ґміни Шумськ Кременецького повіту.
17 вересня 1939 року – Червона армія вступила на територію Шумщини, а в 1940 році був утворений Шумський район. 22 серпня 1941 року нацистські війська вторглися на територію Західної України, а 28 липня 1941 року Шумськ і найближчі села були окуповані німецькими військами. Окупація  тривала  майже три роки.
Під час окупації до кожного селянина була доведена норма примусової здачі зерна. Заборонялося на жорнах молоти пшеницю і жито на борошно, різати свиней. Особливо жорстоко поводилися з тими сім’ями, у яких хтось воював у Червоній Армії. У примусовому порядку німці забирали усе, чим можна було поживитися. Юнаків і дівчат силоміць вивозили на роботу в Німеччину. Серед круголецьких  дівчат була в Німеччині Войцехівська Ганна. Для осушення круголецького лугу використовувалась примусова праця євреїв з шумського гетто. Старожили згадують, як місцеві під страхом смерті підгодовували невільників. Під час облав жителі рятувалися у зарослях лугів між Кругольцем і Шумськом.
Восени 1943 року відділ мадяр провів злочинну акцію проти мирного населення на хуторах поблизу сіл Круголець і Кордишів: були закатовані і вбиті діти і дорослі.
В 1940 році в Шумську працювали кілька нових підприємств – для розробки торфу, лісу, добування вапняку. Значну частину торфу добували саме у селі Круголець. І зараз село має  деякі запаси торфу.
Після припинення національно-визвольної боротьби в 1948 році почалася колективізація сільського господарства, створювалися колгоспи. По селу ходили ватаги оперуповноважених і примушували людей записуватись до колгоспу. Із селянських садиб почали забирати коней, інвентар, будинки. Спочатку окремий колгосп був у селі Круголець, потім  осередок колгоспу «Червона Зірка» був у селі Кордишів, головою  обраний Іван Дацюк.
Дуже важко було людям в перші роки колективізації. Техніки не було ніякої, все обробляли кіньми, а роботи збільшувалось втричі. Оплата праці була дуже низькою. Щоб люди були поступливіші, накладали на сім’ю велику позику, сплатити яку було неможливо. Завдяки наполегливій праці селян колгосп розвивався. Починаючи з 1953 року, його економіка зміцнювалась.
 У 1967 році головою колгоспу призначений В.С. Павленко, завдяки цьому керівникові в селі вперше була прокладена  асфальтована дорога.
У 1985 році В.С. Павленко передав керівництво колгоспом у руки В.І. Прокопчука, який зумів і надалі тримати колгосп, як краще господарство району. Саме він розпочав газифікацію села. У 2013 році землі сільськогосподарського призначення села Круголець увійшли до складу агрохолдингу « Мрія».
12 червня 2020 року, відповідно до розпорядження Кабінету Міністрів України № 724-р «Про визначення адміністративних центрів та затвердження територій територіальних громад Тернопільської області» село увійшло до складу Шумської міської громади.
19 липня 2020 року, в результаті адміністративно-територіальної реформи та ліквідації Шумського району, село увійшло до складу Кременецького району.

## Населення

### Мова
Розподіл населення за рідною мовою за даними перепису 2001 року:
| Мова       | Кількість | Відсоток |
| ---------- | --------- | -------- |
| українська | 291       | 98.64%   |
| російська  | 3         | 1.02%    |
| польська   | 1         | 0.34%    |
| Усього     | 295       | 100%     |

## Пам'ятки
Є церква Матері Божої (1997).

## Транспорт
Через село проходить автошлях Р26.

## Соціальна сфера
Діють НВК, ФАП, торговий заклад.